# Staurastrum brachiatum
Staurastrum brachiatum  là một loài Song tinh tảo trong họ Desmidiaceae, thuộc chi Staurastrum.